# Natália Šlepecká
Natália Šlepecká (ur. 6 sierpnia 1983 w Liptowskim Mikułaszu) – słowacka narciarka dowolna, specjalizująca się w slopestyle'u. W 2014 roku wystartowała na igrzyskach olimpijskich w Soczi, gdzie zajęła 18. miejsce. Była też między innymi ósma na mistrzostwach świata w Voos w 2013 roku. Najlepsze wyniki w Pucharze Świata osiągnęła w sezonie 2011/2012, kiedy zajęła 69. miejsce w klasyfikacji generalnej, a w klasyfikacji slopstyle'u była szósta. Wtedy też wywalczyła swoje jedyne podium w zawodach pucharowych: 25 lutego 2012 roku w fińskim Jyväskylä wywalczyła trzecie miejsce.

## Osiągnięcia

### Igrzyska olimpijskie
| Miejsce | Dzień     | Rok  | Miejscowość | Konkurencja | Zwyciężczyni |
| ------- | --------- | ---- | ----------- | ----------- | ------------ |
| 18.     | 11 lutego | 2014 | Soczi       | Slopestyle  | Dara Howell  |

### Mistrzostwa świata
| Miejsce | Dzień    | Rok  | Miejscowość | Konkurencja | Zwyciężczyni |
| ------- | -------- | ---- | ----------- | ----------- | ------------ |
| 14.     | 3 lutego | 2011 | Deer Valley | Slopestyle  | Anna Segal   |
| 8.      | 9 marca  | 2013 | Voss        | Slopestyle  | Kaya Turski  |

### Puchar Świata

#### Miejsca w klasyfikacji generalnej
- sezon 2011/2012: 69.
- sezon 2012/2013: 75.
- sezon 2013/2014: 89.

#### Miejsca na podium w zawodach
1. Jyväskylä – 25 lutego 2012 (slopestyle) – 3. miejsce